# 高桥乡 (铜鼓县)
高桥乡，是中华人民共和国江西省宜春市铜鼓县下辖的一个乡镇级行政单位。

## 行政区划
高桥乡下辖以下地区：
胆坑村、花山村、高桥村、濠洲村、梁段村、白石村和英溪村。